# بورس مادرید

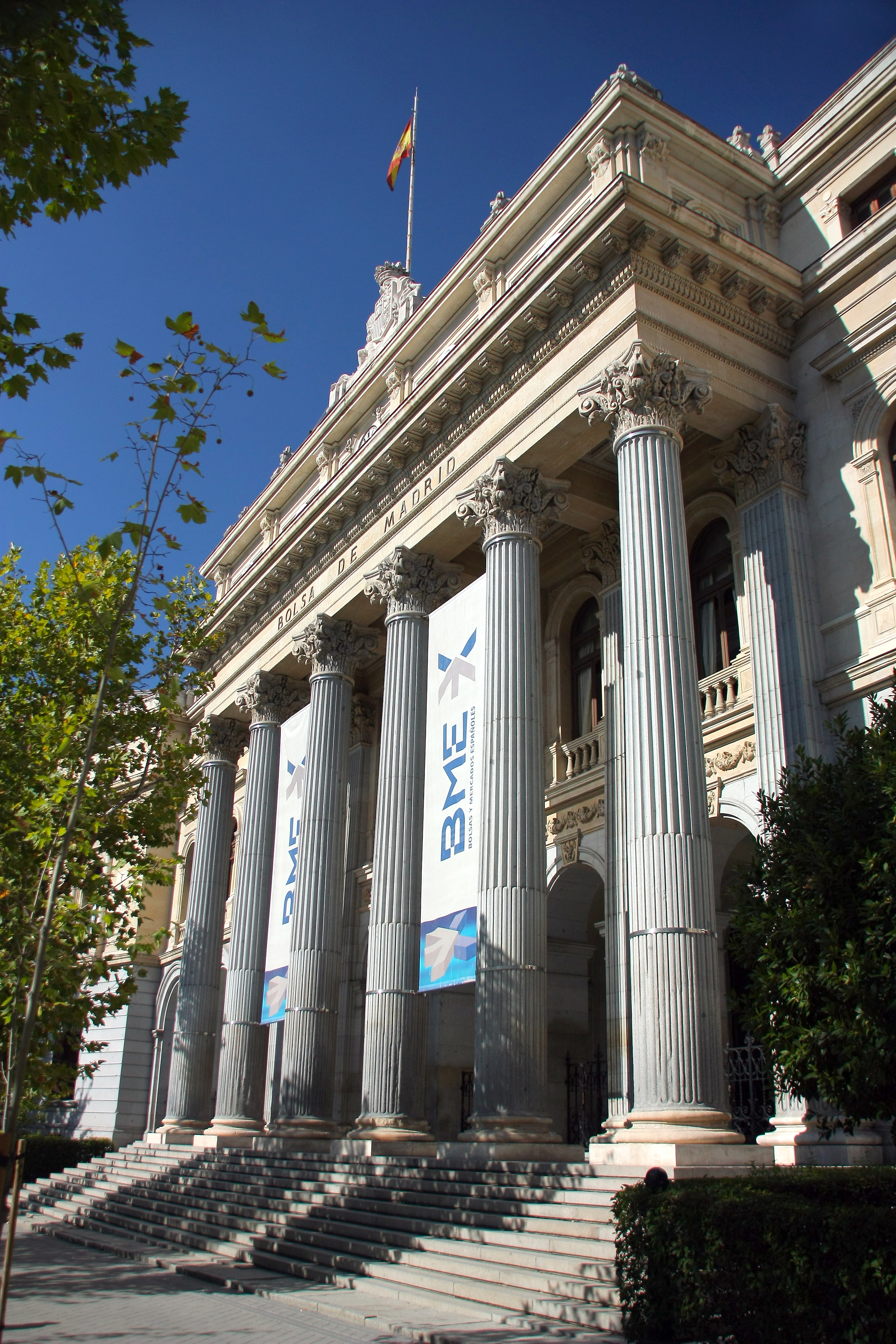
ساختمان مرکزی بورس مادرید

بورس مادرید، (به اسپانیایی: Bolsa de Madrid) یا بولسا دی مادرید، بورس اوراق بهادار اسپانیایی مستقر در مادرید است، که در اواخر سال ۲۰۰۷ با ارزش بازاری معادل ۱٫۲۷۶ تریلیون یورو، مهم‌ترین بازار بورس اسپانیا محسوب می‌شود.
بازار بورس اوراق بهادار مادرید در سال ۱۸۳۱ تأسیس شد و در سال ۲۰۰۱ شمار شرکت‌های فعال در بورس مادرید ۱٫۴۷۷ شرکت اعلام شد. بازار بورس مادرید دارای سرمایه‌گذاری در کشورهای پورتوریکو، کوبا، فیلیپین و چند کشور اتحادیه اروپا و کشورهای مستقر در آمریکای لاتین می‌باشد. شرکت اسپانیایی بولساسی مرکادوس اسپانیولس مالک بازار بورس مادرید است.